# Nils-Erik Andén
Nils-Erik Birger Andén, född 30 oktober 1937 i Göteborg, död 5 augusti 1990, var en svensk professor i farmakologi vid Uppsala universitet.
Andéns föräldrar var rektor Birger Andén och hans hustru Anna, född Werling. Han blev med. kand. 1958 vid Göteborgs universitet, med. dr 1964 och lektor i farmakologi vid samma universitet 1967–1970. Han var biträdande professor i samma ämne 1971–1978 i Göteborg och var professor i farmakologi vid Uppsala universitet 1978–1987. 
Andén gifte sig 1976 med docent Maria Grabowska (född 1939).

## Fotnoter
1. ↑  Sveriges statskalender, 1972
2. ↑  Svenska Gravar (sökord "Nils Erik Andén")
3. 1 2  Vem är det, 1993